# Нада Медані
Нада Медані Ажур Абд Аллах (араб. ندى مدني عاشور عبدالله; нар. 16 серпня 2000) — єгипетська борчиня вільного стилю, чемпіонка та дворазова срібна призерка чемпіонатів Африки, срібна призерка Африканських ігор, бронзова призерка Середземноморського чемпіонату, учасниця Олімпійських ігор.

## Спортивні результати на міжнародних змаганнях

### Виступи на Олімпіадах
| Змагання                    | Збірна | Вагова категорія          | Місце |
| --------------------------- | ------ | ------------------------- | ----- |
| Літні Олімпійські ігри 2024 | Єгипет | жіноча боротьба, до 50 кг | 11    |

### Виступи на Чемпіонатах Африки
| Змагання                         | Збірна | Вагова категорія          | Місце  |
| -------------------------------- | ------ | ------------------------- | ------ |
| Чемпіонат Африки з боротьби 2019 | Єгипет | жіноча боротьба, до 50 кг | Срібло |
| Чемпіонат Африки з боротьби 2020 | Єгипет | жіноча боротьба, до 50 кг | Золото |
| Чемпіонат Африки з боротьби 2022 | Єгипет | жіноча боротьба, до 50 кг | Срібло |

### Виступи на Африканських іграх
| Змагання              | Збірна | Вагова категорія          | Місце  |
| --------------------- | ------ | ------------------------- | ------ |
| Африканські ігри 2024 | Єгипет | жіноча боротьба, до 50 кг | Срібло |

### Виступи на Середземноморських чемпіонатах
| Змагання                                     | Збірна | Вагова категорія          | Місце  |
| -------------------------------------------- | ------ | ------------------------- | ------ |
| Середземноморський чемпіонат з боротьби 2018 | Єгипет | жіноча боротьба, до 50 кг | Бронза |

### Виступи на Середземноморських іграх
| Змагання                    | Збірна | Вагова категорія          | Місце |
| --------------------------- | ------ | ------------------------- | ----- |
| Середземноморські ігри 2022 | Єгипет | жіноча боротьба, до 50 кг | 7     |

### Виступи на інших змаганнях
| Змагання                                                          | Збірна | Вагова категорія          | Місце  |
| ----------------------------------------------------------------- | ------ | ------------------------- | ------ |
| Турнір Дана Колова — Николи Петрова 2019                          | Єгипет | жіноча боротьба, до 50 кг | 9      |
| Олімпійський кваліфікаційний турнір з боротьби 2020 (Хаммамет)    | Єгипет | жіноча боротьба, до 50 кг | Бронза |
| Турнір Ібрагіма Мустафи 2023                                      | Єгипет | жіноча боротьба, до 50 кг | 8      |
| Меморіал Імре Поляка та Яноша Варги 2023                          | Єгипет | жіноча боротьба, до 50 кг | 18     |
| Відкритий чемпіонат Загреба з боротьби 2024                       | Єгипет | жіноча боротьба, до 50 кг | 18     |
| Олімпійський кваліфікаційний турнір з боротьби 2024 (Александрія) | Єгипет | жіноча боротьба, до 50 кг | Золото |

### Виступи на змаганнях молодших вікових груп
| Змагання                                                   | Збірна | Вагова категорія          | Місце  |
| ---------------------------------------------------------- | ------ | ------------------------- | ------ |
| Чемпіонат Африки з боротьби серед кадетів 2016             | Єгипет | жіноча боротьба, до 38 кг | Золото |
| Чемпіонат світу з боротьби серед кадетів 2016              | Єгипет | жіноча боротьба, до 38 кг | Бронза |
| Чемпіонат Африки з боротьби серед кадетів 2017             | Єгипет | жіноча боротьба, до 43 кг | Золото |
| Чемпіонат світу з боротьби серед кадетів 2017              | Єгипет | жіноча боротьба, до 43 кг | 14     |
| Чемпіонат Африки з боротьби серед юніорів 2017             | Єгипет | жіноча боротьба, до 44 кг | Золото |
| Середземноморський чемпіонат з боротьби серед юніорів 2018 | Єгипет | жіноча боротьба, до 50 кг | Срібло |
| Чемпіонат Африки з боротьби серед юніорів 2019             | Єгипет | жіноча боротьба, до 50 кг | Срібло |
| Чемпіонат Африки з боротьби серед юніорів 2020             | Єгипет | жіноча боротьба, до 50 кг | Золото |
| Чемпіонат світу з боротьби серед молоді 2022               | Єгипет | жіноча боротьба, до 50 кг | Бронза |
| Чемпіонат світу з боротьби серед молоді 2023               | Єгипет | жіноча боротьба, до 50 кг | 18     |